# Isar Das
Isar Das o Ishwar Das (1655 - després de 1730) fou un dels dos principals historiadors indis i hindús del regne d'Aurangzeb, natiu de Patan i de casta bramin. Va tenir càrrecs a la cort mogol i a la província de Gujarat. La seva obra única, però molt important, els la Futuhat-i Alamgiri, acabada el 4 d'octubre de 1730, que és una història del regnat d'Aurangzeb que va des de la malaltia de Shah Djahan fins a la submissió del raja rathor Durgadas de Jodhpur a la cort imperial el 1698. Va morir amb més de 75 anys després del 1730 en data i lloc desconeguts.